# Beheaded
«Beheaded» — мальтийская брутал-дэт-метал-группа из Фгуры, созданная в 1991 году.
Является первой и наиболее известной мальтийской дэт-метал-группой. Лауреаты премии «Malta Music Awards 2012».

## История
Группа была создана в 1991 году вокалистом Марселом Скалпелло (мальт. Marcel Scalpello), гитаристом Дэвидом Бугея (мальт. David Bugeja) и барабанщиком Крисом Бринкатом (мальт. Chris Brincat). Первый релиз — демозапись «Souldead» — был выпущен через несколько лет после формирования группы, и спустя некоторое время демо привлекло внимание руководства шведского лейбла «X-Treme Records», в сотрудничестве с которым группа выпускает дебютный альбом «Perpetual Mockery» (1998). Альбом оказался провальным, однако в то же время группе удаётся отправиться в совместное турне по Европе вместе с рядом других исполнителей тяжёлого метала. Последующие релизы группы, в частности, мини-альбом «Resurgence of Oblivion» (2000) и альбом «Recounts of Disembodiment» (2002), записывались уже в несколько ином, менее атмосферном стиле; они были сдержанно восприняты музыкальными критиками.
В 2000-х годах «Beheaded» принимали участие на различных метал-фестивалях в США и Германии, а в 2013 году музыканты участвовали в гастрольном туре по Европе. В 2012 году становились лауреатами местной музыкальной премии «Malta Music Awards» в номинации «Лучшая метал-группа».
Состав коллектива достаточно часто менялся; в конечном счёте, в «Beheaded» не осталось ни одного участника из первоначального состава. В настоящий момент в группу входят вокалист Фрэнк Каллея (мальт. Frank Calleja), гитаристы Омар Грек (мальт. Omar Grech) и Симоне Бриго (итал. Simone Brigo), бас-гитарист и вокалист Дэвид Качия (мальт. David Cachia) и барабанщик Давиде Биллия (итал. Davide Billia).

## Дискография

### Альбомы
- «Perpetual Mockery» (1998)
- «Recounts of Disembodiment» (2002) —  Rock Hard: [4]
- «Ominous Bloodline» (2005)
- «Never to Dawn» (2012) —  Rock Hard: [10]
- «Beast Incarnate» (2017)
- «Only Death Can Save You» (2019)
- «Għadam» (2025)

### EP
- «Resurgence of Oblivion» (2000) —  Metal Hammer: 4/7[5]

### Демозаписи
- «Souldead» (1995)